# Gorka Santamaría
Gorka Santamaría Nos (* 3. Juli 1995 in Bilbao) ist ein spanischer Fußballspieler.

## Karriere
Santamaría begann seine Karriere bei Athletic Bilbao. Im August 2012 spielte er erstmals für das Farmteam CD Baskonia in der Tercera División. Im August 2014 debütierte er für Athletic Bilbao B in der Segunda División B. Mit Bilbao B konnte er 2014/15 in die Segunda División aufsteigen. Sein Debüt in der Segunda División gab er am ersten Spieltag der Saison 2015/16 gegen den FC Girona. Mit Bilbao B musste er zu Saisonende nach nur einer Saison als Tabellenletzter wieder in die Segunda División B absteigen.
Zur Saison 2016/17 wurde er an den Zweitligisten FC Cádiz verliehen.